# Тор (филм)
Тор (енгл. Thor) је амерички научнофантастични филм из 2011. године, редитеља Кенета Бране, заснован на Марвеловом стрипу о суперхероју Тору. Продуцент филма је Кевин Фајги. Сценаристи су Ешли Едвард Милер, Зак Стенц и Дон Пејн по стрипу Тор Стена Лија, Џека Кирбија и Ларија Либера и филмској причи Џеја Мајкла Стразинског и Марка Протосевича. Музику је компоновао Патрик Дојл. Ово је четврти наставак у серији филмова из Марвеловог филмског универзума.
Насловну улогу тумачи Крис Хемсворт, а у филму такође наступају Том Хидлстон, Натали Портман, Стелан Скарсгорд, Колм Фиор, Реј Стивенсон, Идрис Елба, Кет Денингс, Рене Русо и Ентони Хопкинс.
Буџет филма је износио 150 милиона долара, а зарада од филма је 449,3 милиона долара. Филм је наишао на позитиван пријем код критичара. Филм прате три наставка, Тор: Мрачни свет (2013), Тор: Рагнарок (2017) и Тор: Љубав и гром (2022).

## Радња
Године 985. нове ере, Один, краљ Асгарда, све-отац, води рат против Ледених џинова из Јотунхајма и њиховог лидера, Лофија, са циљем спречавања освајања Девет краљевстава. Ратници из Асгарда успевају да поразе Лофијеве трупе на територији данашње Норвешке и као ратни плен односе Ковчег древних зима, извор моћи Јотунхајма.
У садашњем времену Тор, Один-син, треба да наследи трон свог оца. Церемонију прекида покушај Ледених џинова да украду Ковчег. Упркос жељи свог оца, Тор одлази у Јотунхајм како би се сукобио са Лофијем. На пут води Три ратника, Сиф и свог брата, Локија. Током сукоба са снагама Јотунхајма, Один долази на свом осмоногом коњу како би спасао своју децу и ратнике. Због Торове ароганције и нарушеног мира са Јотунхајмом, Один одузима божанске моћи свом сину и протерује га на Земљу заједно са Мјолниром, Торовим чекићем којим контролише громове. Мјолнир може подићи само онај који је "вредан" (енгл. worthy) моћи громова.
Тор атерира у Нови Мексико где упознаје Џејн Фостер, астрофизичарку, њену асистенткињу Дарси Левин и доктора Ерика Селвига. Локално становништво проналази чекић који убрзо долази у руке Ш.И.Л.Д.-а и агента Колсона. Ш.И.Л.Д. заплењује све податке које је Фостер прикупила о путовању Тора кроз свемир. Пратећи ситуацију у новоформираном штабу агенције, Тор креће кроз одбрану Ш.И.Л.Д.-а како би дошао до Мјолнира. Ипак, не може да подигне Мјолнир и тиме врати његову моћ. Селвиг и Фостер успевају да га избаве из притвора. Тор и Фостер показују симпатије једно према другом.
Локи сазнаје да је заправо Лофијев биолошки син, усвојен од стране Одина након последње битке са Јотунхајмом. Након разговора са Локијем, сада наследником трона, Один пада у Один-сан како би повратио своју снагу коју услед старости све чешће губи. Локи заузима Одинов трон и нуди могућност Лофију да убије свог старог крвника. Три ратника и Сиф, незадовољни одлуком Одина, убеђују Хајмдала, чувара дугиног моста Бифроста, да им помогне. Хајмдал их шаље на Земљу преко Бифроста. Упознат са завером, Локи шаље Разарача на Земљу. Разарач налази ратнике и Тора и замало га убија. Торова жртва како би спасао пријатеље и Земљане чини га вредним и Мјолнир му се враћа у шаку. Након што победи Разарача, Тор се на растанку пољуби са Фостер.
У Асгарду, Локи издаје Лофија и убија га. Као освету за атентат (који је сам сковао са Лофијем), Локи наређује да се снагом Бифроста уништи Јотунхајм. Тор и ратници стижу у Асгард. Тор је приморан да уништи Бифрост како би сачувао Јотунхајм од уништења. Один се буди из Один-сна и успева да спаси Асгард и Тора пре него Бифрост буде самоуништен. Локи се баца са остатака Бифроста, наводно чинећи самоубиство. Тор одлучује да још није спреман да буде краљ. На Земљи, Фостер и Селвиг траже портал до Асгарда.
У пост-кредит сцени, Селвиг одлази у Ш.И.Л.Д.-ову базу где га Ник Фјури упознаје са мистериозним коцкастим предметом, за који наводи да има неописиву моћ. Невидљиви Локи уверава Селвига да пристане на истраживања, што овај и чини.

## Улоге
| Глумац           | Улога       |
| ---------------- | ----------- |
| Крис Хемсворт    | Тор         |
| Натали Портман   | Џејн Фостер |
| Том Хидлстон     | Локи        |
| Стелан Скарсгорд | Ерик Селвиг |
| Колм Фиор        | Лофеј       |
| Реј Стивенсон    | Волстаг     |
| Идрис Елба       | Хејмдал     |
| Кет Денингс      | Дарси Луис  |
| Рене Русо        | Фрига       |
| Ентони Хопкинс   | Один        |
| Таданобу Асано   | Хоган       |
| Џошуа Далас      | Фандрал     |
| Џејми Александер | Сиф         |